# Lagarrigue (Lot-et-Garonne)
Lagarrigue é uma comuna francesa na região administrativa da Nova Aquitânia, no departamento Lot-et-Garonne. Estende-se por uma área de 4,38 km². Em 2010 a comuna tinha 282 habitantes (densidade: 64,4 hab./km²).